# Ponte Morandi
Ponte Morandi (Morandi-broen) var en del af Polcevera-viadukten (italiensk: Viadotto Polcevera) på motorvej A10 i Italien. Den krydsede floden Polcevera mellem distrikterne Sampierdarena og Cornigliano i Genova, Liguria. Viadukten blev opført mellem 1963 og 1967. Forbindelsen blev officielt åbnet den 4. september 1967, og broen blev navngivet efter designeren Riccardo Morandi.
Broen blev opført af Società Italiana per Condotte d'Acqua SpA, i dag blot omtalt som "Condotte". Virksomheden er involveret i byggeriet af den ny Storstrømsbro.
Broen kollapsede delvist den 14. august 2018, hvorved 43 omkom og 11 blev såret.

## Kollaps
Den 14. august 2018 omkring kl. 11:30 kollapsede et stykke på ca. 209 m af Ponte Morandi omkring den vestligste bropille over Polcevera og jernbaneterrænet i Sampierdarena, under en regnstorm. Øjenvidner beskrev, at et lyn slog ned i broen, inden den kollapsede. Mellem 30 og 35 biler og tre lastbiler formodes at være styrtet ned ved broens kollaps. Den første hypotese var, at en svaghed i konstruktionen eller et jordskred var skyld i ulykken.
En stor del af den kollapsede bro og bilerne på den faldt ned i den oversvømmede Polcevera. Andre dele landede på skinnerne ved de to jernbanelinjer, som broen gik over, samt Ansaldo Energias lagerbygninger, der stort set var tomme, da de skete på Ferragosto, som er en fridag.
Broen var under vedligeholdelse, bl.a. for at styrke vejdelen, da den kollapsede.

### Redningsindsats
Adskillige overlevende blev transporteret til nærliggende hospitaler, og mange var i en kritisk tilstand. Den 14. august var det bekræftet, at 36 var døde, og 15 var såret. En tjekkisk lastbilchauffør overlevede faldet, men pådrog sig en brækket næse, fire brækkede ribben og en punkteret lunge.
Området under broen, hvor der er flere huse, blev evakueret.
Kl 02:00 om natten var 12 personer stadig savnede, og nogle af dem kunne høres under murbrokkerne. Der blev ledt efter overlevende med mange af de samme teknikker, som bruges ved jordskælv.
I alt døde 43 og 11 blev såret.

#### Efterspil
Katastrofen fik aktiekursen på virksomheden Atlantia, som drev vejen, til at falde med 11 %, og den lukkede lige under 5 % for dagen.
Giovanni Toti, guvernør for regionen Liguria, udtalte, at sammenstyrtningen af broen var en "hændelse med store konsekvenser på en vital vej, ikke bare for Genova, men for hele landet". Ifølge viceministeren for infrastruktur Edoardo Rixi ville hele broen blive revet ned.
Den 25. juni 2019 blev den sprængt i luften for at gøre plads til den nye bro Viadotto Genova-San Giorgio, der blev indviet året efter den 3. august 2020.